# 15公里跑
15公里跑（約9.32英里）作為一項長距離路跑賽事，此項目雖未被納入奥林匹克运动会項目，且常規賽事舉辦頻率較低，但在世界紀錄認證機制上展現細緻規範。國際田徑總會針對該項目紀錄認定採雙軌標準：包含分段計時與獨立賽事兩大類別。
男子組競技表現尤為亮眼，烏干達選手包攬兩項殊榮，雅各布·基普利莫於2021年里斯本半程馬拉松賽道中，以41分13秒創下含分段計時的世界最佳成績；其同胞選手约书亚·切普特盖則在2018年荷蘭奈梅亨Zevenheuvelenloop賽事中，以41分05秒締造獨立賽事的世界紀錄。女子組最佳時間由衣索比亞長跑名將萊特森貝特·吉迪保持，她於2021年同場Zevenheuvelenloop賽事跑出44分20秒。
國際田徑總會曾於1985至1991年間設立專屬女子組的「世界女子公路錦標賽」（IAAF World Women's Road Race Championships），該系列賽事即以15公里作為標準競賽距離，成為此項目發展歷程中的重要里程碑。